# Cvetna nedelja
Cvetna nedelja (tudi cvetnica) je zadnja nedelja pred veliko nočjo, ko krščanski verniki blagoslavljajo v šope ali butare povezano pomladansko zelenje ali oljčne veje, kar je razširjeno po vsej Evropi že od 9. stoletja dalje. 
Za praznik so ljudje lomili oljčne veje ter palmove veje ter jih postlali kot preprogo pred Jezusom Kristusom, ko je ta na oslu prijahal v Jeruzalem in tu doživel navdušen sprejem. 
Cvetna nedelja je uvod v veliki teden, ko se kristjani spominjajo zadnjih dni Jezusovega zemeljskega življenja, zato se pri maši bere daljše poročilo o Jezusovem trpljenju − pasijon (pogosto v nekoliko dramatizirani ali peti obliki).

## Datum
Cvetna nedelja je sedem dni pred velikonočno nedeljo in 39 dni po pepelnični sredi, ki označuje začetek velikonočnega časa. Odločilni datum tega prazničnega cikla, ki sega do binkošti, je velikonočna nedelja. Ker datum velike noči temelji na prvi polni luni spomladi, tudi cvetna nedelja nima stalnega koledarskega datuma in pade med 15. marcem in 18. aprilom.

## Svetopisemski temelji in cerkveno izročilo
Cvetna nedelja je spomin na vstop Jezusa Kristusa v Jeruzalem. Kot znak njegovega kraljevanja so mu ljudje vzklikali in raztresali palmove veje, ko je prišel v Jeruzalem (Jn 12,13-15, Mt 21,1-11, Mr 11,1-11). Palme so na mnogih mestih častili kot sveta drevesa in bile so na primer posvečene Apolonu na Delosu. V Sredozemlju so že dolgo veljali za simbol življenja in zmage, v Izraelu pa še posebej za simbol neodvisnosti in zmagovitega kralja (1 Mkb 13,51; 2 Mkb 14,4).
Motiv kralja, ki jezdi na oslu, najdemo kot simbol nenasilnega kralja miru in ponižnosti pri svetopisemskem preroku Zahariju (Zah 9,9). Papež Benedikt XVI. Jezusov vstop na goro ubogih razlagal kot protipodobo bojnim vozom, ki jih je ukinil: Jezus je »ubogi kralj, tisti, ki ne vlada s politično in vojaško močjo. Njegovo najbolj notranje bitje je ponižnost, blagost do Boga in ljudi.« Kot »Kralj miru« stoji v nasprotju s kralji sveta.
Izvor krščanskega praznovanja cvetne nedelje verjetno sega v jeruzalemsko liturgijo, kjer so posamezne dogodke Jezusovega trpljenja poustvarjali v lastnih praznovanjih in obredih. V latinski Cerkvi je bilo liturgično obhajanje blagoslova palm in palmove procesije na cvetno nedeljo običajna praksa že od druge polovice 9. stoletja.

## Rimskokatoliška cerkev
Liturgična barva cvetne nedelje v rimskem obredu je rdeča, kot barva krvi in trpljenja, pa tudi kraljevanja.
Pesem "Hozana sinu Davidovemu" je tradicionalna cerkvena hvalnica, ki se pogosto poje na cvetno nedeljo, ko se kristjani spominjajo Jezusovega slovesnega vhoda v Jeruzalem. Besedilo se navezuje na evangeljski vzklik množice: "Hozána Davidovemu sinu! Blagoslovljen, ki prihaja v Gospodovem imenu!" (Mt 21,9).
Po tej ali drugi primerni pesmi sledi blagoslov cvetja, zelenja (največkrat oljčnih vejic), ponekod pa tudi cvetnonedeljskih butaric ali butar, kar običajno poteka izven cerkve. Duhovnik blagoslovi cvetje in zelenje s posvetilno molitvijo in kropljenjem z blagoslovljeno vodo. 
Zatem se (največkrat) začne cvetna procesija (ali slovesni vhod). Ponekod je navada, da procesijski križ na čelu cvetne procesije okrasijo s palmovimi vejami ali rdečo štolo.

#### Procesijska antifona
Bogoslužje (maša) se nadaljuje v cerkvi, sledi procesijska antifona na cvetno nedeljo:
Slava ti, hvala in čast, o kralj naš, Kristus rešitelj, ki ti mladostni je cvet klical hozana v pozdrav.
Izraelov si kralj in davidov slavni potomec, blagoslovljeni naš kralj, ki te pošilja Gospod.

Slava ti, hvala in čast...
Zbori nebeški pojo ti hvalo v rajskih višavah, hvali te smrtni zemljan, hvali te sleherna stvar.

Slava ti, hvala in čast...
S palmami šlo je nekdaj hebrejsko ti ljudstvo naproti, s prošnjo in hvalnico zdaj, k tebi prihajamo mi.

Slava ti, hvala in čast...
Slavo so peli oni na tvoji poti v trpljenje, v časti kraljevi si zdaj, ko ti prepevamo mi.

Slava ti, hvala in čast...

#### Besedno bogoslužje in pasijon
Vrhunec besednega bogoslužja je oznanilo Jezusovega trpljenja. Pasijon (glede na liturgično leto) če je to mogoče, recitira (lahko tudi poje) več oseb, pri čemer ena oseba govori Jezusove besede (†), ena govori besede evangelista (E), tretja pa govori besede vseh drugih oseb (S). Medtem ko Jezusove besede tradicionalno recitira diakon ali duhovnik, lahko besede evangelista in drugih oseb recitirajo tudi laiki. Na kraju trpljenja, ki pripoveduje o trenutku Jezusove smrti na križu, vsi pokleknejo in nekaj časa ostanejo v tišini in molitvi. Po končanem pasijonu ima lahko duhovnik kratko homilijo. Sledijo veroizpoved in prošnje, nato pa evharistija.

(glej: Red svete maše)

## Starokatoliške cerkve
Praznovanje cvetne nedelje v starokatoliških cerkvah v veliki meri ustreza tradiciji Rimskokatoliške cerkve. Evharistična knjiga katoliške starokatoliške škofije v Nemčiji vsebuje molitve, ki so posebej namenjene cvetni nedelji.
Liturgična barva cvetne nedelje je rdeča.

## Protestantske cerkve
Protestantski perikopni red podaja zgodbo o Jezusovem vstopu v Jeruzalem (Jn 12,12–19) kot evangelij, medtem ko je pasijonska zgodba dodeljena le velikemu petku. O Jezusovem ponižanju za človeštvo govori nedeljska poslanica (Flp 2,5–11).
Liturgična barva cvetne nedelje je vijolična. V bogoslužju te nedelje so Gloria Patri, Gloria in Aleluja izpuščeni.

### Druge verske skupnosti
V Novoapostolski cerkvi je birma do leta 2011 tradicionalno potekala na cvetno nedeljo. Od leta 2012 birme v reditev uNovoapostolski cerkvi potekajo na nedeljo med veliko nočjo in binkoštimi. Ta predpis je bil narejen za ureditev slavja cvetne nedelje v cerkvenem letu.

## V umetnosti
Upodobitev vstopa v Jeruzalem ima že starokrščansko tradicijo. Vstop v Jeruzalem se zgleduje po vstopu (Adventus) zmagovitega rimskega cesarja, pogosto hkrati z vstopom v nebeški Jeruzalem, kot zmagoslavni sprevod nad grehom in smrtjo - na primer na sarkofagu mestnega prefekta Junija Basa (359, Rim, Grotovi sv. Petra).
Na bizantinskih upodobitvah Jezus jaha – po vzhodnjaški navadi – bočno sedeč na oslu. Jezus jezdi proti jeruzalemskim vratom v spremstvu učencev peš. V zahodnih upodobitvah pa Jezus sedi na konju. Včasih žrebe sledi oslu. Na srednjeveških upodobitvah je upodobljena velika množica ljudi, palmove liste pa nadomestijo veje vrbove vrbe, ki jih zato imenujemo tudi palmove mačice. Najzgodnejše ohranjene lesene skulpture so iz okoli leta 1300, večina jih je iz 15. stoletja. Običajno prikazujejo Kristusa, ki jezdi na oslu, z dvignjeno desnico v blagoslov – na primer pri mojstru Bertramu (konec 14. stoletja).
- Sarkofag mestnega prefekta Junija Basa, 359
- Relief iz slonovine, Konstantinopel, 10. stoletje
- Bibliothèque Nationale, Pariz, okoli 1100
- Melisende Psalter, Jeruzalem, okoli 1140
- Mojster perikop iz St. Erentruda, Salzburg, okoli 1140
- Mozaik mojstra palačne kapele, Palermo, okoli leta 1150
- Vitraž v katedrali Notre-Dame v Laonu, okoli leta 1215
- Zbirka evangelijev sirske jakobitske cerkve, sirski slikar okoli leta 1220
- Jezusov vstop v Jeruzalem. Zadnja stran oltarja Maesta, Sienna. Duccio, 1308
- Ruska ikona
- Srbska ikona
- Panjska končnica Leopolda Layerja